# Aurora Bosch
Aurora de los Ángeles Bosch Fernández (La Habana, 10 de diciembre de 1942) es una bailarina y maestra de ballet cubana. Una de las cuatro bailarinas de ballet en Cuba conocidas como «las Cuatro Joyas», junto a Loipa Araújo, Mirta Plá y Josefina Méndez, según las denominara el crítico inglés Arnold Haskell.

## Historia
Nació en un hogar humilde. Su abuela conoció, en 1951, una convocatoria de la Academia de Ballet Alicia Alonso para optar por becas de estudio y presentó a la joven, que luego de una audición fue aceptada y comenzó su historia en el arte de la danza con la maestra Magda González Mora, para continuarla con el puertorriqueño José Parés y más tarde con el maestro Fernando Alonso.
Desde sus inicios era utilizada como extra en las funciones de la compañía, de ahí que su debut escénico se produjera en 1954, como paje de la reina madre en el estreno continental de la versión completa de El lago de los cisnes, con el Ballet Alicia Alonso (hoy Ballet Nacional de Cuba).
Su pequeña estatura en la niñez le impidió asumir roles de relevancia; no obstante, actuó en los montajes de la Academia.  Pero en 1956, antes del cierre temporal de la compañía, se hizo una gira nacional previa, y una bailarina del cuerpo de baile estuvo ausente para una actuación en Matanzas; entonces  Aurora fue reclamada para ocupar su lugar en Las sílfides, lo cual significó su verdadero debut profesional.
En ese duro período para el ballet cubano, integró el Taller Experimental de Danza y fue convocada por Alicia Alonso para participar en el montaje de Giselle realizado para el Teatro Griego de Los Ángeles, Estados Unidos, en 1958, lo cual se repetiría al año siguiente con el ballet Coppélia. En su primera visita también actuaría con el Ballet Celeste de San Francisco.
Simultáneamente, Aurora inició su larga carrera como maestra de ballet en la sucursal de la Academia de Ballet del reparto Kohly, en La Habana, y también  en las ciudades de Matanzas y Cárdenas.

## En el Ballet Nacional de Cuba
En 1959 concluyó sus estudios de ballet y participó en las audiciones para integrar el nuevo Ballet Nacional de Cuba. Ese año realizó una amplia gira por Suramérica con la compañía y al año siguiente otra a México y los países de Europa del Este, la cual se extendió hasta 1961.
Promovida a la categoría de solista en 1962, asumió progresivamente roles del repertorio tradicional y contemporáneo, y otros de jóvenes coreógrafos cubanos: Despertar, de Enrique Martínez, y Ensayo renacentista, de Lorenzo Monreal. En 1963 interpretó una de las “amigas” en el filme Giselle, realizado por el Instituto Cubano del Arte e Industria Cinematográficos (ICAIC) y protagonizado por Alicia Alonso con el Ballet Nacional de Cuba.
En el año 1967 fue ascendida a primera bailarina, la más alta categoría en el ballet cubano. Asumió, en el repertorio de la compañía, los clásicos  El lago de los cisnes, Coppélia, Giselle (en el que su interpretación de Mirtha, la reina de las Willis, le valió el Premio Anna Pávlova de la Universidad de la Danza de París durante el IV Festival Internacional de Danza de los Campos Elíseos, en 1966), La bayadera, La bella durmiente del bosque; además de las creaciones del siglo XX Apollo y Tema y variaciones, de George Balanchine; Jardín de lilas, de Anthony Tudor; In the Night, de Jerome Robbins, y las obras de los coreógrafos cubanos Espacio y movimiento, de Alberto Alonso Rayneri; Rara Avis, de Alberto Méndez González; Hécuba, de Iván Tenorio (compuesto especialmente para ella) y Dan-Son, de Gustavo Herrera.
Como integrante del Ballet Nacional de Cuba recorrió todos los continentes, pero su actividad internacional se extendió a otras compañías: el Ballet Clásico de México, del cual fue directora y primera bailarina en 1969; el Ballet Independiente y Ballet Clásico 1970, también en México, donde además fue maestra; los teatros de Ópera de Bucarest, Lasi y Cluj, en Rumanía; de Vilnius, de Odessa y Taskent, y el Grupo Estatal de Ballet de Moscú, en la ex Unión Soviética; así como a las galas internacionales del I Festival Internacional de Danza de Chicago y la Gala Internacional de Montecarl. 
Su carrera como bailarina, profesora y maestra de ballet también la llevó a  Londres, Dinamarca, México, los Estados Unidos, por supuesto a Cuba, donde continúa su trabajo de formación de nuevas generaciones de bailarines y maestros, y a España, en concreto al Ballet Nacional de España.

## Premios
Participó en los Concursos II y III de Ballet, en Varna, Bulgaria, en 1965 y 1966, donde obtuvo respectivamente medallas de plata y oro, ratificando la solidez de lo que inicialmente se llamó «milagro cubano» y luego fue reconocido como escuela cubana de ballet.
En 1967 obtuvo, de manos de Serge Lifar, el Premio "Ana Pavlova" de la Universidad de la Danza de París, por su extraordinaria interpretación del personaje de la Reina de las Willis en el ballet Giselle.
Por su entrega sin fronteras al arte ha recibido diferentes premios y distinciones: el Premio Nacional de Danza 2003, el Premio del Gran Teatro de La Habana, la Orden Félix Varela y la Medalla al Mérito del Consejo Brasileño de la Danza. En 2022, Francia le otorga la distinción Caballero de la Orden Nacional de Mérito.
Poseedora de una técnica «brillante y reluciente, fuerte como el diamante», en el decir de la crítica, Aurora Bosch es uno de los más sólidos pilares de la escuela cubana de ballet.